# Canjáyar
Canjáyar este o municipalitate din provincia Almería, Andaluzia, Spania, cu o populație de 1.618 de locuitori.